# Glenida
Glenida – rodzaj chrząszczy z rodziny kózkowatych i podrodziny zgrzypikowych.

## Zasięg występowania
Przedstawiciele tego rodzaju występują na Półwyspie Indyjskim, w Azji Południowo-Wschodniej, południowych Chinach oraz na Tajwanie.

## Systematyka
Do Glenida należy 9 gatunków:
- Glenida cyaneipennis
- Glenida cyaneofasciata
- Glenida dauberi
- Glenida izabelae
- Glenida luteago
- Glenida nudiceps
- Glenida puncticollis
- Glenida suffusa
- Glenida sulphurea